# Терновой (Миллеровский район)
Терновой — хутор в Миллеровском районе Ростовской области. Входит в состав Треневского сельского поселения.

## География

### Улицы
- ул. Луговая,
- ул. Степная,
- ул. Школьная,
- пер. Братский,
- пер. Учительский.

## История
Хутор Терновой в 1925 году находился в Мальчевско-Полненском районе (Миллерово-Глубокинский сельский совет). В хуторе было 65 дворов, в которых проживало 173 мужчины и 210 женщин.

## Население
| 2010 |
| ---- |
| 531  |

## Достопримечательности
- Православный Храм Спаса Нерукотворного Образа. Разрушен в 1940 году[2].
- Братская могила и памятник погибшим в годы Великой Отечественной войны[3].

### Археологические памятники
Территория Ростовской области была заселена еще в эпоху неолита. Люди, живущие на древних стоянках и поселениях у рек, занимались в основном собирательством и рыболовством. Степь для скотоводов всех времён была бескрайним пастбищем для домашнего рогатого скота. От тех времен осталось множество курганов с захоронениями  жителей этих мест. Курганы и курганные группы находятся на государственной охране.
Поблизости от территории хутора Терновой Миллеровского района расположено несколько достопримечательностей – памятников археологии. Они охраняются в соответствии с Федеральным законом от 25.06.2002 N 73-ФЗ "Об объектах культурного наследия (памятниках истории и культуры) народов Российской Федерации", Областным законом от 22.10.2004 N 178-ЗС "Об объектах культурного наследия (памятниках истории и культуры) в Ростовской области", Постановлением Главы администрации РО от 21.02.97 N 51 о принятии на государственную охрану памятников истории и культуры Ростовской области и мерах по их охране и др. 
- Курганная группа "Журавка II" (2 кургана). Находится на расстоянии около 2,8 км к северо-западу от хутора Терновой.
- Курганная группа "Лебяжий I" (2 кургана). Находится на расстоянии около 4,0 км к востоку от хутора Терновой.
- Курганная группа "Лебяжий II" (3 кургана). Находится на расстоянии около 4,3 км к северо-востоку от хутора Терновой.
- Курганная группа "Лебяжий III" (3 кургана). Находится на расстоянии около 5,0 км к северо-востоку от хутора Терновой.
- Местонахождение "Терновое I". Находится на расстоянии около 1,1 км к западу от хутора Терновой.
- Поселение "Терновое II". Находится на расстоянии около 1,0 км к западу от хутора Терновой.
- Поселение "Терновое III". Находится на расстоянии около 0,5 км к северу от хутора Терновой[5].